# Giuditta con la testa di Oloferne (Giorgione)
Giuditta con la testa di Oloferne è un dipinto a olio su tavola trasportato su tela (144 × 68 cm) di Giorgione, databile al 1504 circa e conservato nell'Ermitage a San Pietroburgo.

## Storia
L'opera ha una datazione incerta che oscilla tra la fine del XV secolo e il 1505, ma è uno dei capisaldi della prima fase giovanile di Giorgione, una cioè delle poche opere del maestro veneto su cui la critica concordi nell'attribuzione. L'iconografia di Giuditta, eroina biblica, era allora nuova a Venezia, con l'eccezione di alcune realizzazioni in scultura della fine del XV secolo.
L'opera arrivò a San Pietroburgo nel 1772 con gli acquisti sulla piazza parigina da parte degli inviati di Caterina II di Russia. Anteriormente si trovava nella collezione del barone L.A. Crozat de Tierra. Alla fine dell'Ottocento la pellicola pittorica fu trasferita su tela, per il deterioramento del supporto originario, che era l'anta di un mobile.

## Descrizione e stile

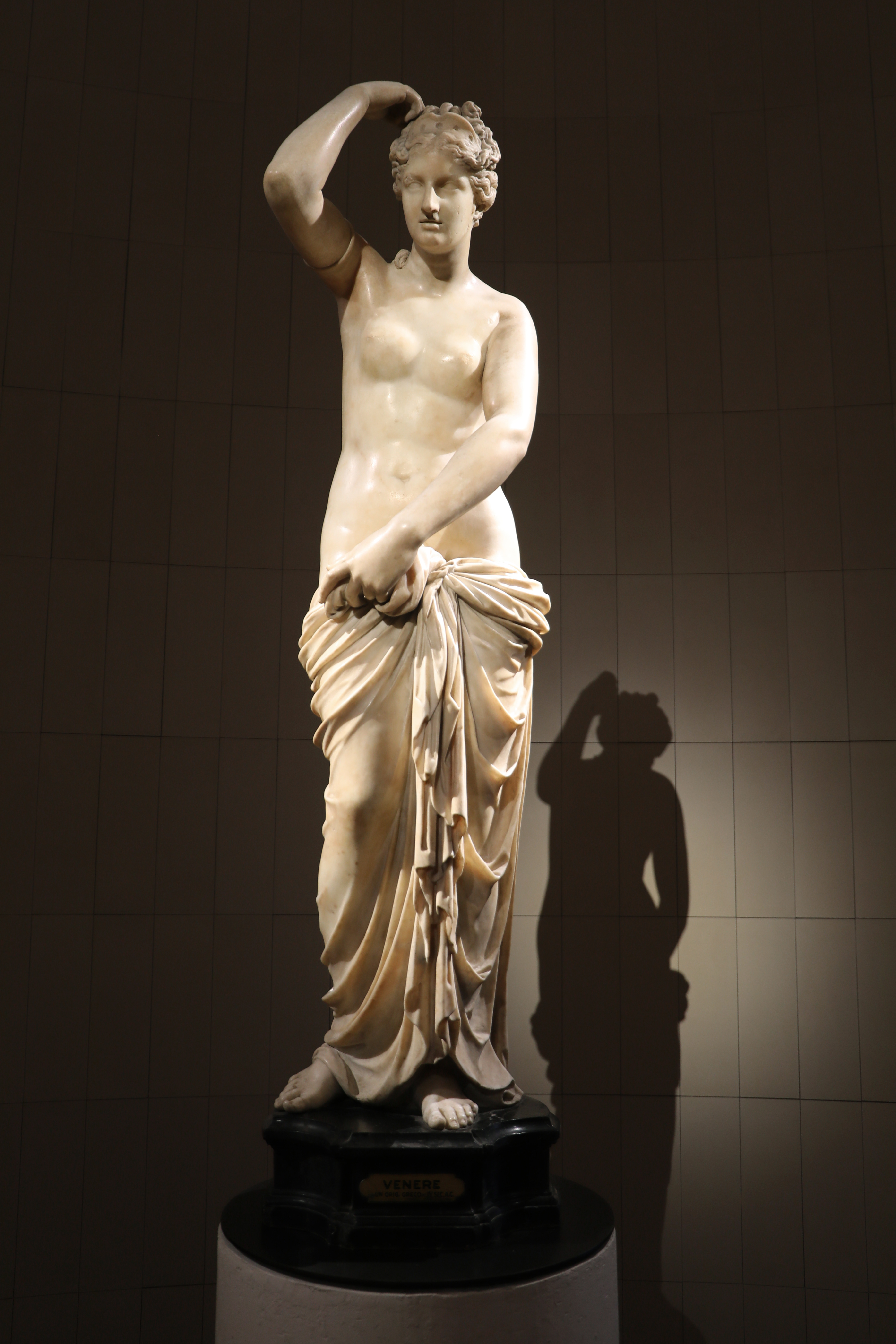
Afrodite Urania

Giuditta, eroina spesso assurta a simbolo delle virtù civiche, è rappresentata a figura intera, di dimensioni leggermente inferiori al naturale, inquadrata in una tavola a sviluppo prevalentemente verticale. Il tema della bellezza trionfante sulla tirannia è qui risolto nel contrasto tra il volto idealizzato di Giuditta, perfettamente ovale e levigato, di ascendenza leonardesca, e il volto tumefatto della testa decapitata di Oloferne, sotto il piede della donna. Sensuale è l'apparizione della gamba eburnea di Giuditta, dallo spacco della veste rosata che a sinistra si increspa in pieghette secche e ritmate, di ascendenza nordica. A un'ispirazione fiamminga rimanda anche il gioiello appuntato sul petto dell'eroina, sicuramente ispirato alle oreficerie coeve.
La posa deriva dalla statuaria antica, in particolare dall'Afrodite Urania di Fidia, mentre alcuni stilemi rimandano a Perugino (l'impugnatura della spada), Lorenzo Costa (la lunga manica) e Leonardo da Vinci (oltre alla fisionomia della protagonista, gli effetti di sfumato, il legante atmosferico e il campionario erbaceo in primo piano. Oltre un muretto, infatti, si distende un ampio paesaggio, con un bosco e una città che si perde lontana nella foschia azzurrina, così come le montagne.
L'albero che torreggia dietro Giuditta, proseguendo idealmente la sua figura in modo da darle un maggiore risalto monumentale, è una quercia: tale espediente è comune anche ad altre opere attribuite a Giorgione.
L'effetto in generale è estremamente calibrato e di innato lirismo, con la serena figura di Giuditta, ora che ha raggiunto il suo obiettivo di eliminare il tiranno assiro, immersa nella frescura del paesaggio al mattino, con un'atmosfera poetica che non è scalfita nemmeno dalla presenza della testa mozzata del nemico, che opprimeva la sua città Betulia.